# Бидерман, Готтлоб-Герберт
Готтлоб-Герберт Бидерман (нем. Gottlob-Herbert Bidermann; 28 августа 1920, Штутгарт — 1 сентября 2010, Фройденштадт, ФРГ) — офицер Третьего Рейха, обер-лейтенант резерва вермахта. Кавалер немецкого креста в золоте.

## Биография
Учился на торговца текстилем в Штутгарте. После начала Второй мировой войны призван на службу в вермахт. Служил в 132-й пехотной дивизии. Активный участник сражений на Восточном фронте: Битва под Киевом, блокада Ленинграда, Битва за Севастополь и Крым, бои в Курляндском котле.
После окончания войны провел 3 года в советском плену.
Бидерман был активным членом Общества бывшей 132-й пехотной дивизии, занимался коллекционированием: собрал обширную коллекцию наступательного и оборонительного холодного оружия с времён Средневековья до начала Нового времени, а также вместе с супругой открыл музей старинных игрушек.

## Награды
- Нагрудный знак «За ранение» — всего за время боевых действий получил 5 ранений (12 ноября 1941 года, 16 января 1944 года, 28 февраля 1944 года, 5 июля 1944 года, 25 июля 1944 года).
  - в черном (ноябрь 1941) — за первое ранение.
  - в серебре (14 апреля 1944) — за третье ранение.
  - в золоте (31 октября 1944) — за пятое ранение.
- Железный крест
  - 2-го класса (30 декабря 1941) — как ефрейтор 14-й роты 437-го пехотного полка 132-й пехотной дивизии.
  - 1-го класса (31 декабря 1941) За три подбитых танка при отражении контратаки 81-го отдельного танкового батальона.
- Нагрудный штурмовой пехотный знак в серебре (31 декабря 1941)
- Медаль «За зимнюю кампанию на Востоке 1941/42»
- Медаль «Крестовый поход против коммунизма»
- Крымский щит (16 декабря 1942 г.) — как унтер-офицер 14-й (противотанковой) роты 3-го батальона 437-го гренадерского полка 132-й пехотной дивизии.
- Немецкий крест в золоте (21 февраля 1944) — как лейтенант 437-го гренадерского полка 132-й пехотной дивизии.
- Нагрудный знак «За ближний бой»
  - в бронзе (2 марта 1944) — как лейтенант штаба 1-го батальона 437-го гренадерского полка 132-й пехотной дивизии.
  - в серебре (25 ноября 1944 г.) — как лейтенант штаба 2-го батальона 437-го гренадерского полка 132-й пехотной дивизии.
- Сертификат Почёта Главнокомандующего Сухопутными войсками Вермахта (16 сентября 1944)
- Почётная пряжка на ленте для сухопутных войск (16 сентября 1944)
- Нарукавный знак «За уничтоженный танк» 2-й степени (2 января 1945 г.) — за уничтожение советского танка Т-34 с помощью панцерфауста 12 декабря 1944 года.
- Манжетная лента «Курляндия»